# Phanerotomella antennata
Phanerotomella antennata är en stekelart som beskrevs av Granger 1949. Phanerotomella antennata ingår i släktet Phanerotomella och familjen bracksteklar. Inga underarter finns listade i Catalogue of Life.